# Любим
Любим (на руски: Любим) е град в Русия, административен център на Любимски район, Ярославска област. Населението на града към 1 януари 2018 година е 5076 души.